# Gaël Ondoua
Gaël Nesterovich Bella Ondoua (sinh ngày 4 tháng 11 năm 1995), được biết đến nhiều hơn tên Gaël Ondoua, là một cầu thủ bóng đá chuyên nghiệp người Cameroon thi đấu ở vị trí tiền vệ cho câu lạc bộ  Servette và đội tuyển quốc gia Cameroon.